# Future Stride
Future Stride ist ein Jazzalbum von Emmet Cohen. Die am 21. und 22. Januar 2020 in New York City entstandenen Aufnahmen erschienen am 29. Januar 2021 auf Mack Avenue Records.

## Hintergrund
Cohen nahm das Album mit dem Trompeter Marquis Hill, der Saxophonistin Melissa Aldana, dem Bassisten Russell Hall und dem Schlagzeuger Kyle Poole in unterschiedlichen Besetzungen auf. Marquis Hill und Melissa Aldana sind zu hören in „Reflections at Dusk“, „Toast to Lo“ und in „You Already Know“, Hill auch in „Little Angel“. Poole setzt bei „Pitter Panther Patter“ aus.
„Ich finde, dass jede große Kunst als modern angesehen werden kann“, erklärte Cohen in einer Pressemitteilung. „Für mich gehört das Stride-Piano in diese Kategorie; die Musik von Art Tatum und Earl „Fatha“ Hines und Willie „The Lion“ Smith hat Auswirkungen, die die Menschen heute sehr tief beeinflussen können.“

## Titelliste
- Emmet Cohen: Future Stride (Mack Avenue Mack1181LP)[2]

1. Symphonic Raps	(Bert Stevens, Irwin Abrahams) 3:07
2. Reflections at Dusk	5:11
3. Toast to Lo	6:41
4. Future Stride	5:53
5. Pitter Panther Patter (Duke Ellington) 2:24
6. Second Time Around	(Sammy Cahn, Jimmy Van Heusen) 6:27
7. Dardanella	(Fred Fisher, Felix Bernard, Johnny S. Black) 5:24
8. You Already Know	3:30
9. My Heart Stood Still (Richard Rodgers, Lorenz Hart) 4:56
10. Little Angel	3:37

Sofern nicht anders angegeben, stammen die Kompositionen von Emmet Cohen.

## Rezeption

Schellackplatte mit einer frühen Version von „Dardanella“, 1919 gespielt von Ben Selvin’s Novelty Orchestra

George W. Harris (Jazz Weekly) meinte, der Pianist Emmet Cohen beleuchte die weite Welt des Stridepianos in einer Vielzahl von Stilen und Besetzungen auf diesem unterhaltsamen Album. Cohen interpretiere sogar ein bisschen ein Pre-Swing-Duett mit Bassist Russell Hall, wodurch Duke Ellingtons berühmtes Duett mit dem Bassisten Jimmy Blanton („Pitter Panther Patter“) so klinge, als stamme es von einer früheren Generation. Er gebe auch einige Ragtime-Trio-Fassungen der alten Welt von „Symphonic Raps“, der „Dardanella“ von 1919 sowie die Tin Pan Alley Nummer „My Heart Stood Still“. Cohen habe sich auch wunderbar mit Marquis Hill bei einem überschwänglichen „Little Angel“ zusammengetan und macht mit seinem Quintett auf „Toast To Lo“ eine gute Figur, in verträumten „Reflections at Dusk“ wiederum seien die Bläser am nebligsten, während der Titeltrack, wieder vom Trios gespielt, eine Fats-Waller-Fantasie sei.
Phil Freeman schrieb in Stereogum, Emmet Cohen sei ein Pianist mit einem tiefen Interesse an der Geschichte des Jazz vor dem Bebop. Auch wenn Future Stride ziemlich weit in die Vergangenheit des Jazz reist, spiele er mit Musikern aus mehr oder weniger seiner eigenen Generation. Wie der Titel schon sage, beziehe sich ein Großteil der Musik auf das Stride-Piano, eine Tradition, die bis heute andauere, sich aber hauptsächlich mit Spielern der 1920er- und 1930er-Jahre wie Fats Waller identifiziert werde.  „Dardanella“, ein Titel von Art Tatum, das dieser stets schnell gespielt habe, beginne in Cohens Version schwerer und dröhnender mit breiten Akkorden für die linke Hand. Im Laufe der Zeit nehme das Tempo zu und auch das Energieniveau steige noch weiter an, wenn es blumig und romantisch wird. Wenn Cohen im vollen Flug ist und Poole mit dem Schlagzeug hinter ihm durch den Raum knallt, erinnere er an Ahmad Jamal: nicht an den vornehmsten Jamal, den Sie in den Akten hören, sondern an den wandklopfenden, heiligen Jamal, den ich einige Male im Konzert gesehen habe vor Jahren, wo Gewitter über die Tastatur rollten.
Chris Pearson (The Times) schrieb, bei so vielen jungenJazzpianisten, die dem Weg von Robert Glasper oder The Bad Plus folgen, um Rock-Tropen auf das akustische Trio anzuwenden, sei es eine Freude zu hören, wie Emmet Cohen moderne Stile mit denen von vor einem Jahrhundert verbinde. „Der Titeltrack nimmt uns mit auf eine Reise durch die amerikanische Popgeschichte, von einer lebhaften Stummfilmjagd über einen coolen Swing über einen Walking Bass bis hin zu einem strohkauenden Country-MusikCountry-and-Western-Spaziergang.“

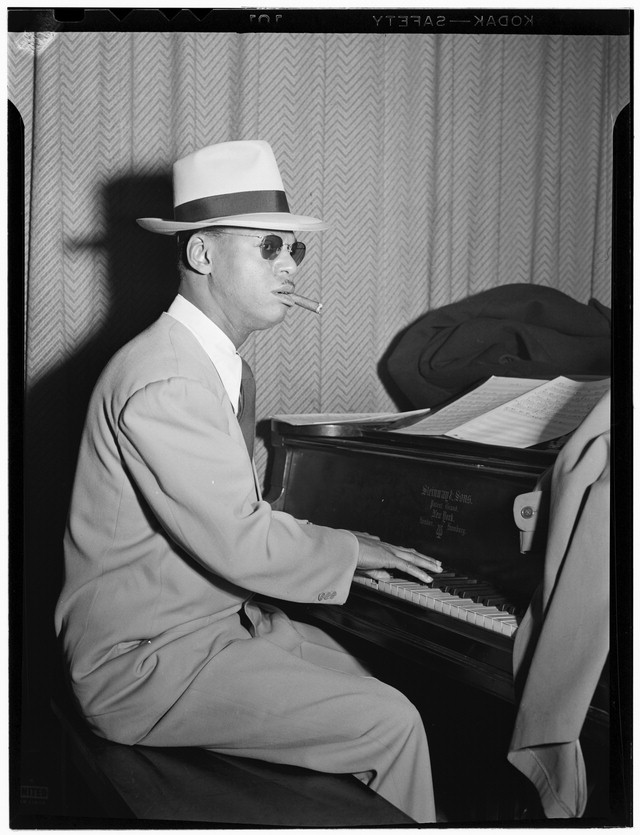
Earl Hines 1947.
Fotografie von William P. Gottlieb.

Hugh Rainey meinte im Jazz Journal, Emmet Cohens Albumtitel scheint eine frische, persönliche Entwicklung und Neuinterpretation des Strides zu versprechen. Dies scheint sogar notwendig zu sein, da Emmet Cohen selbst ein talentierter und kreativer Jazz-Stilist sei. „Symphonic Raps“, aufgenommen von Louis Armstrong im Jahr 1928, das ein großartiges Earl-Hines-Klavierspiel in einer orchestralen Umgebung enthielt, scheint dabei aber eine eher unerwartete Wahl zu sein.
Nach Ansicht von Leonard Weinreich (London Jazz News) ist Future Stride ein ungewöhnliches Album eines ungewöhnlichen Musikers, der die strengen Vorschriften der Mode missachtet, indem er das gesamte Potenzial des Jazzpianos technisch und stilistisch nutze. Erfrischend verteile er wohlverdiente Beiträge an die glitzernden Hinterlassenschaften von James P. Johnson, Willie 'The Lion' Smith, Art Tatum, Earl Hines, Teddy Wilson, Nat Cole, Milt Buckner, Bud Powell, Erroll Garner, Thelonious Monk, Red Garland, Herbie Hancock, Keith Jarrett und viele andere würdige Pianisten. Um diese Vermutung zu verstehen, solle man sich den Eröffnungs-Track „Symphonic Raps“ anhören. Auch wenn die Komponisten lang vergessen seien, sei die titanische musikalische Begegnung zwischen Louis Armstrong und Earl Hines in dieser Melodie im Jahr 1928 in vielen Erinnerungen unauslöschlich geprägt. Um das glorreiche Ereignis zu feiern, produziere Cohens Trio eine knallharte Hommage an Pops und Fatha mit einem Anklang von Ragtime und wilden Zeiten.
Matt Micucci (Jazziz) schrieb über den vorab erschienenen Titel „Reflections at Dusk“, dies sei eine eindringliche Originalkomposition, die zeige, wie Cohen die Lehren seiner Vorbilder in seinen eigenen einzigartigen, zukunftsweisenden Sound integrieren könne.
Mit „Future Stride“ wende sich der Pianist der Zukunft der Vergangenheit zu, schrieb Ralf Dombrowski in Jazz thing. Die Idee, dem in den 1920er-Jahren florierenden Spielstil mit einem Erroll-Garner-Touch etwas Aktualität zu verschaffen, habe Charme, aber auch Grenzen. So schlendere Cohen virtuos tonperlend durch das Stilquartier. Das Futuristische würde dabei in manch exquisiter Akkordbrechung bestehen, in rhythmischen Detailkommentaren und dem Kontrast zur soliden Moderne seiner Balladen.
Alle zehn Stücke würden vollkommen ernst dargeboten, aber nicht feierlich; es gebe auch kleine Exzentrizitäten und das gelegentliche Augenzwinkern, schrieb Dave Gelly im Guardian. Das sei sehr unterhaltsam und dürfte teuflisch schwer zu spielen sein; ebenso der Austausch, der an Tom und Jerry erinnre, mit dem Bassisten Russell Hall und dem Schlagzeuger Kyle Poole.